# Weyoun
Weyoun a Star Trek egyik szerepe, (Jeffrey Combs játssza. Vorta, a Domínium erőinek másodparancsnoka az Alfa kvadránsban, és egy ideig a Deep Space Nine űrállomáson.

## Áttekintés
Számos Weyoun létezett, akik mind klónok voltak. A Mindhalálig epizódban tűnik fel először. Weyoun 5-t saját Jem'hadar osztaga alfája ölte meg, mert megkérdezte az emberei hűségét. Weyoun 5 először azért tűnt fel, hogy megkíséreljen egy kardassziai árulót hazavinni, hogy a rezsimet szolgálja Vér és víz kötések (DS9 epizód), és az első volt, aki a Domínium erőit az Alfa kvadránsban szolgálta. Valamikor az Árnyékok és jelek és Árulás, Hit és a Nagy Folyó epizód között, meghalt egy transzporter (Star Trek) balesetben, ami gyanút vetett Damar legátusra.

## Érdekességek
- Jeffrey Combs eredetileg a The Next Generation-ben William Riker szerepére pályázott. Amikor Jonathan Frakes (aki végül megkapta azt a szerepet) később a DS9 "Meridian" c. részét rendezte, őt kérte fel Weyoun, a vorta szerepére.
- Combs, aki egyúttal Brunt-ot is játssza, állítása szerint Weyount szívesebben játszotta.[1]